# Майкл Е. Браун
Майкл Браун (англ. Michael E. Brown; 5 червня 1965) — американський астроном, професор планетної астрономії в Каліфорнійському технологічному інституті («Калтех») з 2003 року. У 2002–2003 рр. був ад'юнкт-професором (англ. associate professor), а в 1997–2002 рр. — доцентом (англ. assistant professor) у Каліфорнійському технологічному інституті.
Команда Майкла Брауна спромоглася відкрити багато транснептунових об'єктів (ТНО), зокрема карликову планету Ериду — єдиний ТНО більше Плутона. Майкла Брауна називають «людиною, яка вбила Плутон», адже саме з його ініціативи Плутон був позбавлений статусу планети. У 2010 році Браун написав автобіографічну книгу «Як я вбив Плутон і чому це було неминуче».
У 2012 році за відкриття й опис об'єктів пояса Койпера був нагороджений престижною премією Кавлі.
У 2016 році Майкл Браун, Костянтин Батигін та їх колеги з Каліфорнійського технологічного інституту припустили існування дев'ятої повноцінної планети в Сонячній системі. Браун оцінив імовірність її реального існування в 90 %.

## Транснептунові об'єкти, відкриті Майклом Брауном
- (126154) 2001 YH140 — 18 грудня 2001 р.
- (126155) 2001 YJ140 — 20 грудня 2001 р.
- Ая — 10 січня 2002 р.
- (307251) 2002 KW14 — 17 травня 2002 р.
- (119951) 2002 KX14 — 17 травня 2002 р.
- (250112) 2002 KY14 — 19 травня 2002 р.
- Квавар — 4 червня 2002 р.
- Мані — 18 червня 2002 р.
- 2002 QX47 — 26 серпня 2002 р.
- (84719) 2002 VR128 — 3 листопада 2002 р.
- (208996) 2003 AZ84 — 13 січня 2003 р.
- Кето — 22 березня 2003 р.
- (120178) 2003 OP32 — 26 липня 2003 р.
- Седна — 14 листопада 2003 р.
- Орк — 17 лютого 2004 р.
- (175113) 2004 PF115 — 7 серпня 2004 р.
- Салація — 22 вересня 2004 р.
- 2004 SC60 — 22 вересня 2004 р.
- (120348) 2004 TY364 — 3 жовтня 2004 р.
- Гаумея — 28 грудня 2004 р.
- Ерида — 8 січня 2005 р.
- 2005 EW318 — 8 березня 2005 р.
- 2005 EX318 — 8 березня 2005 р.
- Макемаке — 31 березня 2005 р.
- 2005 GX206 — 11 квітня 2005 р.
- 2005 GY206 — 11 квітня 2005 р.
- 2005 GZ206 — 13 квітня 2005 р.
- Дизномія — 10 вересня 2005 р.
- (187661) 2007 JG43 — 10 травня 2007 р.
- Гунгун — 17 липня 2007 р.
- 2007 RT215 — 11 вересня 2007 р.
- (315530) 2008 AP129 — 11 січня 2008 р.
- 2008 ST291 — 24 вересня 2008 р.
- 2008 SO266 — 24 вересня 2008 р.
- 2008 SP266 — 26 вересня 2008 р.

## Гіпотеза щодо існування дев'ятої планети
У січні 2016 року Браун разом зі своїм колегою по Калтеху астрономом Костянтином Батигіним висунули гіпотезу щодо існування Дев'ятої планети Сонячної системи — великої «повноцінної» розміром більше Землі і менше Нептуна. 20 січня астрономи дали інтерв'ю, у якому описали використаний ними метод і міркування, висновком яких є існування Дев'ятої планети.

## Цікаві факти
- На честь Майкла Брауна названо астероїд 11714 Майкбраун.